# Fjällbacka
Fjällbacka és una localitat situada en el municipi de Tanum, Västra Götaland, Suècia, amb 859 habitants el 2010.
Fjällbacka és sobretot coneguda com una destinació turística d'estiu, amb una llarga història.
Fjällbacka es troba aproximadament a 150 km de Göteborg, 165 km d'Oslo i 520 km d'Estocolm.

## Residents notables
- L'actriu Ingrid Bergman va viure aquí, quan visitava Suècia.
- L'escriptora de novel·les políciaques Camilla Läckberg va créixer aquí; molts dels seus llibres tenen lloc a o al voltant de Fjällbacka, de la mateixa manera que la sèrie Fjällbackamorden.[2][3]